# Humberto I
Humberto I è una stazione della linea H della metropolitana di Buenos Aires.
Si trova sotto avenida Jujuy, nel tratto compreso tra calle Humberto I e avenida San Juan, nel barrio di San Cristóbal.
È un'importante stazione di scambio e permette l'accesso a quella di Jujuy della linea E.

## Storia
La stazione fu ultimata il 31 maggio 2007 ma fu aperta al traffico solamente il 18 ottobre successivo.

## Interscambi
Nelle vicinanze della stazione effettuano fermata diverse linee di autobus urbani ed interurbani.
- Fermata metropolitana (Jujuy, linea E)
- Fermata autobus

## Servizi
La stazione dispone di:
- Biglietteria a sportello
- Biglietteria automatica